# 해럴드 크로토
해럴드 월터 크로토 경(영어: Sir Harold Walter Kroto, FRS, 1939년 10월 7일 ~ 2016년 4월 30일)은 영국의 화학자이다. 해리 크로토(Harry Kroto)로도 알려져 있으며 1996년에 풀러렌을 발견한 공로로 로버트 컬, 리처드 스몰리와 함께 노벨 화학상을 수상했다.

## 수상 경력
- 1996년 : 노벨 화학상
- 1996년 : 최하위 훈작사
- 2001년 : 마이클 패러데이상

## 회원
- 1990년 : 왕립학회 회원으로 선출[1]